# Pedagogika Pracy
Pedagogika Pracy (Labour Pedagogy) – półrocznik naukowy z zakresu pedagogiki pracy, założony w 1975 roku w Warszawie przez Stanisława Kaczora, wydawany w latach 1975–2009 przez Wydawnictwa Szkolne i Pedagogiczne.